# فهرست سفیران ایران در چین
روابط رسمی نوین ایران و چین برای اولین بار از سال ۱۲۹۹ طبق یک عهدنامهٔ مودت کنسولی آغاز شد و در سال ۱۳۱۲ ایران تنها یک کنسولگری در شهر شانگهای افتتاح کرده بود.

## پهلوی

### شاهنشاهی ایران
- سید علی نصر (وزیر مختار و سپس سفیرکبیر)[پانویس ۱] ۲۷ شهریور ۱۳۲۳–۱۳۲۷
- سید مهدی فرخ آبان ۱۳۲۷–۲۳ مهر ۱۳۲۸

به دنبال سقوط دولت ملی‌گرایان چین و فرار آنان به تایوان، ایران در آغاز جمهوری خلق چین را به رسمیت نشناخت. در این دوره سفیر ایران در ژاپن همزمان مسئولیت سفارت ایران در چین ملی (تایوان) را نیز عهده‌دار بود. سپس در سال ۱۳۵۰ ایران، جمهوری خلق چین را به رسمیت شناخت. 
- امیرارسلان نیرنوری (کاردار)
- عباس آرام ۱۳۵۰–۱۳۵۳
- احمدعلی بهرامی ۱۳۵۳–۱۳۵۴
- محمود اسفندیاری دی ۱۳۵۴–بهمن ۱۳۵۷

## جمهوری اسلامی

### جمهوری اسلامی ایران
- سید علی خرم ۱۳۶۱–۱۳۶۵
- علاءالدین بروجردی ۱۳۶۵–۱۳۶۸
- محمدحسین طارمی ۱۳۶۸–۱۳۷۲
- سید حسین میرفخار ۱۳۷۲–۱۳۷۶
- سید محمدحسین ملائک ۱۳۷۶–۱۳۸۰
- فریدون وردی‌نژاد مهر ۱۳۸۰–مهر ۱۳۸۴
- فرهاد اسدی (کاردار) ۱۳۸۴–۱۳۸۵
- جواد منصوری مهر ۱۳۸۵–۱۳۸۸
- سعید شبستری (کاردار) ۱۳۸۸–۱۳۸۹
- مهدی صفری اسفند ۱۳۸۸–شهریور ۱۳۹۳
- علی‌اصغر خاجی شهریور ۱۳۹۳–۱۳۹۷
- عبدالناصر همتی ۴ تیر ۱۳۹۷–۳ مرداد ۱۳۹۷
- محمد کشاورززاده آذر ۱۳۹۷-خرداد ۱۴۰۲
- محسن بختیار خرداد ۱۴۰۲–۳۱ اردیبهشت ۱۴۰۴
- عبدالرضا رحمانی فضلی ۳۱ اردیبهشت ۱۴۰۴